# Saint-Hilaire-sur-Benaize
Saint-Hilaire-sur-Benaize är en kommun i departementet Indre i regionen Centre-Val de Loire i de centrala delarna av Frankrike. Kommunen ligger i kantonen Bélâbre som tillhör arrondissementet Le Blanc. År 2022 hade Saint-Hilaire-sur-Benaize 314 invånare.

## Befolkningsutveckling
Antalet invånare i kommunen Saint-Hilaire-sur-Benaize
Referens:INSEE